# سالیوت ۳
سالیوت ۳ (روسی: Салют-۳؛ انگلیسی: Salute 3؛ همچنین به عنوان OPS-2 یا Almaz 2) یک ایستگاه فضایی متعلق به شوروی بود که در ۲۵ ژوئن ۱۹۷۴ به فضا ارسال شد. این دومین ایستگاه فضایی از برنامه نظامی ایستگاه آلمان و اولین ایستگاهی بود که با موفقیت پرتاب شد. برای پنهان کردن ماهیت واقعی نظامی خود، این مأموریت در برنامه سالیوت گنجانده شد. به دلیل ماهیت این ایستگاه، اتحاد جماهیر شوروی تمایلی به انتشار اطلاعات در مورد طراحی آن و مأموریت‌های مربوط به ایستگاه نداشت.

## یادداشت
1. ↑  "Salyut 3 - Trajectory details". NASA.
2. ↑  Anatoly Zak. "OPS-2 (Salyut-3)". RussianSpaceWeb.com.
3. ↑  Portree (1995).
4. ↑  Hall and Shayer (2003).
5. ↑  Zimmerman (2003).